# 라이트로
라이트로(Lytro, Inc.)는 미국 캘리포니아주에 있는 라이트 필드 카메라 회사이다. 창립자는 렌 응이다. 직원 대부분이 구글로 이직하면서 2018년 폐업하였다.

## 같이 보기
- 레이트릭스